# ハペリア (小惑星)
ハペリア (578 Happelia) は小惑星帯に位置する小惑星である。ハイデルベルクのケーニッヒシュトゥール天文台でマックス・ヴォルフによって発見された。
ドイツの画家で、ハイデルベルクでの天文台の建設に多くの寄付をしたカール・ハッペルにちなんで命名された。